# Hostal de Can Bonastre
L'Hostal de Can Bonastre és una obra del municipi de Piera (Anoia) inclosa en l'Inventari del Patrimoni Arquitectònic de Catalunya.

## Descripció
Típica masia catalana de principis de segle que ha estat condicionada per a ser un hostal. Formada per una façana de tres cossos, el central sobresurt notablement dels laterals, incorporant-hi tres petites finestres amb arcs escarsers de totxo vermell i una placa de marbre blanc que fa referència als orígens de la casa. La resta del conjunt ha quedat notablement modificat degut al nou ús de l'edifici.

## Història
És amb el nom de Casa Nova de Bonastre que hom troba les primeres dades de la masia. Fou construïda probablement entre el 1746 i 1752. La planta de la casa i la façana conserven la mateixa estructura, encara que amb diferents mides, que la casa fonamental de la hisenda, Can Bonastre de Mas Pujó. No són molt clars els motius pels quals en Bautista Bonastre edifiqués en la mateixa hisenda una casa de tanta envergadura per tenir-hi solament uns masovers. No obstant podria radicar tota la importància de la casa en els grans cellers, avui convertits en menjadors, que deurien tenir un paper molt important si es té en compte la seva gran estructura no gaire corrent en les masies de la zona, i que fan pensar que el seu origen fos anterior al segle xviii.